# Îndreptar ortografic, ortoepic și de punctuație

Îndreptar ortografic, ortoepic și de punctuație (abreviat ÎOOP) este o lucrare normativă a limbii române, care privește ortografia, ortoepia și punctuația. Edițiile succesive ale lucrării au fost pregătite de colective de specialiști din Institutul de Lingvistică și aprobate de Academia Română.
Lucrarea cuprinde reguli generale pentru scrierea și pronunțarea corectă a cuvintelor, detalii despre folosirea semnelor de punctuație și a semnelor ortografice, un index de cuvinte care pot pune probleme de scriere sau pronunțare, precum și alte liste și tabele. Indexul de cuvinte este organizat sub forma unui dicționar și ocupă cea mai mare parte din volumul îndreptarului. Lucrarea seamănă astfel în unele privințe cu Dicționarul ortografic, ortoepic și morfologic al limbii române, care include în plus informații despre flexionarea cuvintelor, dar care nu se ocupă de punctuație.
Îndreptarul se adresează elevilor, studenților, profesorilor și tuturor celor care au nevoie de o lucrare de referință cuprinzînd reguli din cele trei domenii abordate: redactori, scriitori, traducători etc.

## Ediții
Prima ediție a ÎOOP a apărut în 1960, prin combinarea a trei lucrări anterioare:
- Mic dicționar ortografic, ediția I, 1953
- Dicționar ortoepic, 1956
- Îndreptar de punctuație, 1956

Următoarele ediții s-au succedat astfel:
- 1965: ediția a II-a, care printre altele a reintrodus grafia cu â a numelui România și a cuvintelor din aceeași familie, potrivit reformei ortografice din 1964;
- 1971: ediția a III-a;
- 1983: ediția a IV-a, pusă în acord cu DOOM1 publicat în 1982;
- 1987: ediția a IV-a (numerotată eronat);
- 1995: ediția a V-a, care reflectă reforma ortografică din 1993[1] prin care s-a revenit la scrierea cu â interior și cu sunt.
- 2024: ÎOOP⁶, ediția a VI-a, pusă în acord cu DOOM³ din 2021.[2]